# Max Söderholm
Max Erik Hugo Söderholm, född 7 juni 1908 i Åbo, död 17 november 1991 i Stockholm, var en finländsk-svensk konsthantverkare, målare och arkitekt.
Han var från 1958 gift med Karin Sigrid Kristina Sjögren. Han studerade dekorationsmåleri för Filip Månsson vid Tekniska skolan i Stockholm och därefter vid Kungliga konsthögskolan 1927–1932 och en period vid Florens konstakademi under 1930-talet. Hans konst består av dekorativt väggmåleri och egenkomponerade bokband. Som stafflikonstnär utförde han bland annat oljemålningar. Vid Stockholmsutställningen 1930 köpte Nationalmuseum ett av hans bokband.